# Лизи Каплан
Елизабет Ен Каплан (енгл. Elizabeth Anne Caplan; Лос Анђелес, 30. јун 1982) америчка је глумица. Позната је по улогама у филмовима Опасне девојке, Поље детелина, Џакузи времеплов и Девојачко вече. Значајније улоге на телевизији остварила је у серијама Related, Разред, Права крв, Глумци на журци и Masters of Sex.

## Филмографија
| Филмски пројекти      |                   |               |               |           |
| Година                | Српски назив      | Изворни назив | Улога         | Напомене  |
| 2004                  | Опасне девојке    |               | Џенис Ијан    |           |
| 2010                  | 127 сати          |               | Соња Ралстон  |           |
| 2016                  | Савезници         |               | Бриџет Вејтан |           |
| Телевизијски пројекти |                   |               |               |           |
| 1999–2000             | Чудаци и штребери |               | Сара          | 4 епизоде |
| 2001–2003             | Смолвил           |               | Тина Грир     | 2 епизоде |
| 2006–2009             | Амерички тата     |               | Деби          | 4 епизоде |
| 2008                  | Права крв         |               | Ејми Берли    | 6 епизода |
| 2012                  | Нова девојка      |               | Џулија        | 4 епизоде |